# Jean Pierre Philippe Lampué
Pour les articles homonymes, voir Lampué.
Pierre Lampué, né Jean Pierre Philippe Lampué le 14 mars 1836 à Montréjeau (Haute-Garonne) et mort le 6 février 1924 à Paris, est un photographe français, spécialiste de la photo d'architecture, et un homme politique, conseiller municipal de Paris et conseiller général de la Seine.

## Biographie
Fils d'un menuisier et d'une tricoteuse, benjamin d'une famille de douze enfants, Pierre Lampué est destiné à une carrière religieuse et commence ses études au petit séminaire de Polignan ; il décide de se consacrer à une carrière artistique et suit les cours de l'École des beaux-arts de Toulouse,.
Il enseigne le dessin au séminaire de Polignan, puis s'installe à Paris ; en 1865, il ouvre un studio de photographie à Paris au no  237 de la rue Saint-Jacques puis au no  72 du boulevard de Port-Royal ; à partir de 1873, son établissement a comme enseigne "Photographie franco-espagnole". Spécialisé dans la photographie d’art et d’architecture, il devient photographe officiel de l'École des beaux-arts et reproduit en photographie les dessins des élèves aux concours d’architecture ; il  publie en 1881 chez Derenne Programmes des concours d'architecture pour le grand prix de Rome, photographiés et publiés par Pierre Lampué. Il réalise en 1875 une série de vues de l'Opéra de Paris. Il publie vers 1875-1885 Études de façades : maisons, villas, hôtels les plus récemment construits à Paris et aux environs ... photographies par lampué et Cie, avec 40 photographies,.

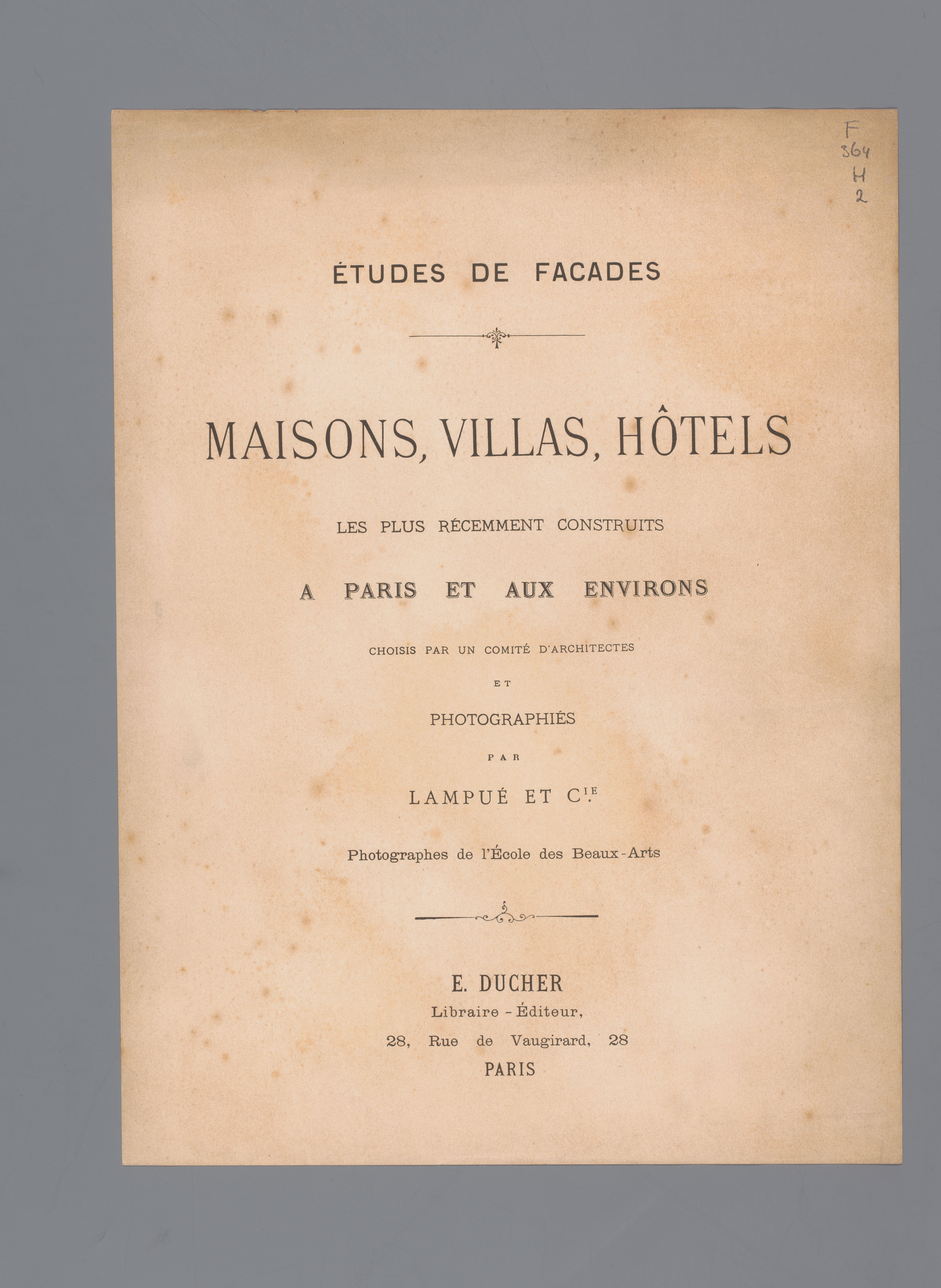
Études de façades : maisons, villas, hôtels les plus récemment construits à Paris et aux environs.

Il est membre de la Société française de photographie de 1873 à 1885 (il participe aux expositions de la Société en 1876 et en 1882) ainsi que de la Chambre syndicale de la photographie à partir de 1880.
Il cède son fonds à la fin des années 1880 à Édouard Pourchet et se consacre à la politique. Il est élu conseiller municipal (radical-socialiste) du 5e arrondissement de Paris (quartier du Val-de-Grâce) en 1888 et fait partie de la commission de l'enseignement et des beaux-arts en 1890. Réélu en 1893 et en 1896, il est battu en 1900 ; il est réélu de 1904 à 1919 (groupe des radicaux-socialistes). Élu au Conseil général de la Seine de 1890 à 1900 et de 1904 à 1919, il en est le président en 1904-1905 et 1909-1910.
Il fait partie du comité d'honneur de la première Exposition internationale de la photographie et de l'industrie en tant que conseiller municipal de Paris en 1892.
Il est membre de la Commission du Vieux Paris en 1898 puis de 1904 à 1920, et président du conseil d’administration de l'École Estienne.
Pierre Lampué, doyen du conseil municipal de Paris et membre de la Commission des beaux-arts, est un conservateur en matière artistique. Le 16 octobre 1912, il publie dans le Mercure de France une lettre ouverte adressée au sous-secrétaire d’État aux Beaux-Arts Léon Bérard ; il s'y inquiète de la présence d'artistes étrangers au Salon d'Automne et des troubles provoqués par les avant-gardes ; il exige qu’il soit mis fin aux « turpitudes » menées par des « apaches » (il désigne ainsi les artistes cubistes, « une bande de malfaiteurs qui se comportent dans le monde des arts comme les Apaches dans la vie quotidienne ») qui accumulent « les laideurs et les vulgarités les plus triviales qu’on puisse imaginer »), et que l’accès au Grand Palais où se tient le Salon d’Automne leur soit refusé. L'affaire fait grand bruit dans la presse ; Pierre Reverdy, Guillaume Apollinaire, le député Marcel Sembat lui répondent. En avril 1914, il demande au conseil de Paris de ne pas souscrire à l'ouvrage Les Cathédrales de France d'Auguste Rodin dont il n'apprécie pas l'art.
Pierre Lampué meurt à son domicile situé 72 boulevard de Port-Royal le 6 février 1924 à l'âge de 87 ans, et est inhumé au cimetière du Père-Lachaise (division 87, columbarium, case n° 5 273).

## Hommages

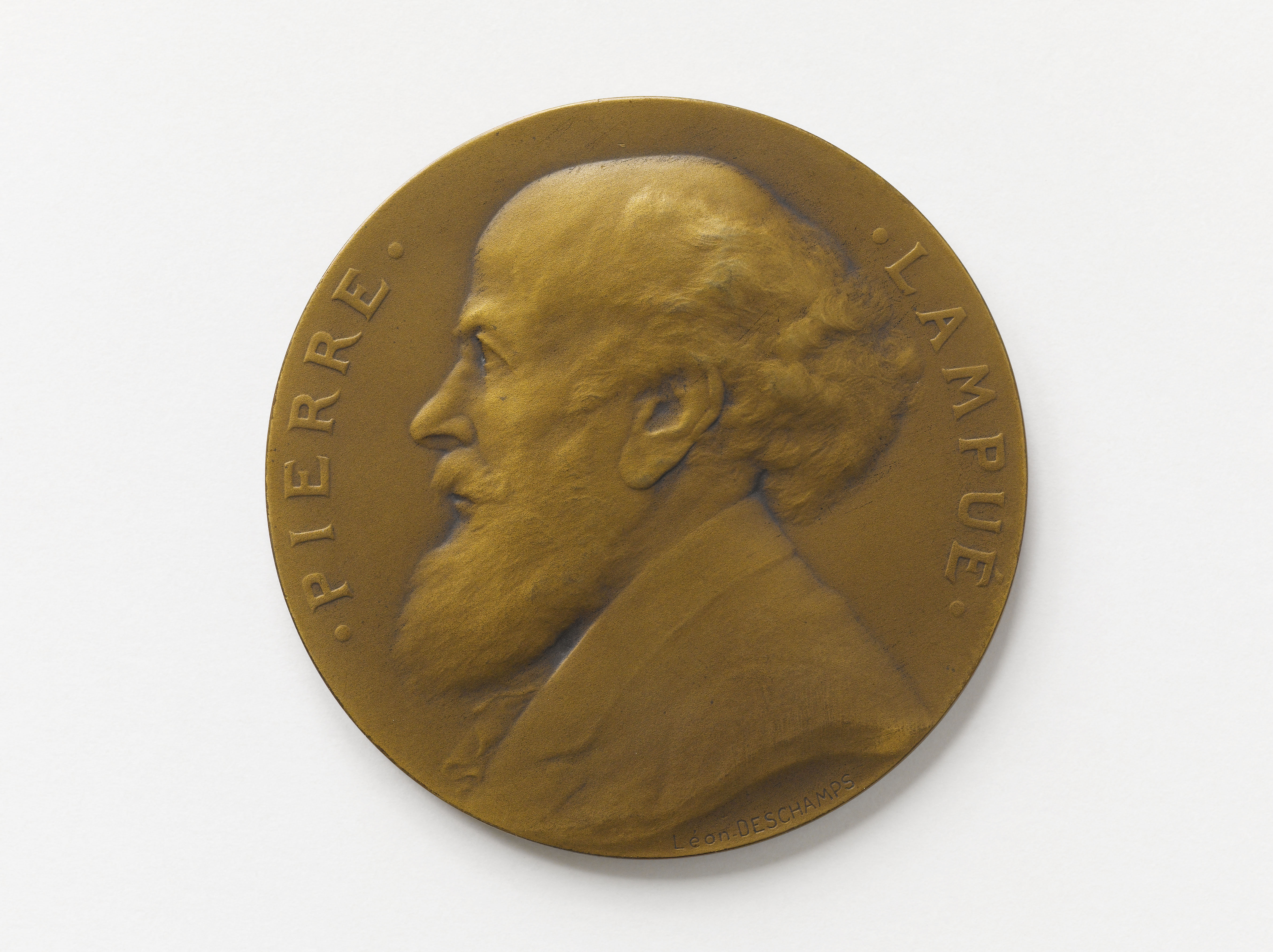
Léon Deschamps, Pierre Lampué, médaille.

Une médaille à son effigie gravée par Léon Deschamps est frappée par la Monnaie de Paris en 1915. En 1929, la place Pierre-Lampué dans le quartier du Val-de-Grâce à Paris prend son nom en hommage.

## Collections
- Musée d'Orsay, Paris[15].
- Bibliothèque nationale de France, Paris.
- Bibliothèque historique de la ville de Paris[4].
- George Eastman House, Rochester.
- Getty Center, Los Angeles[16].

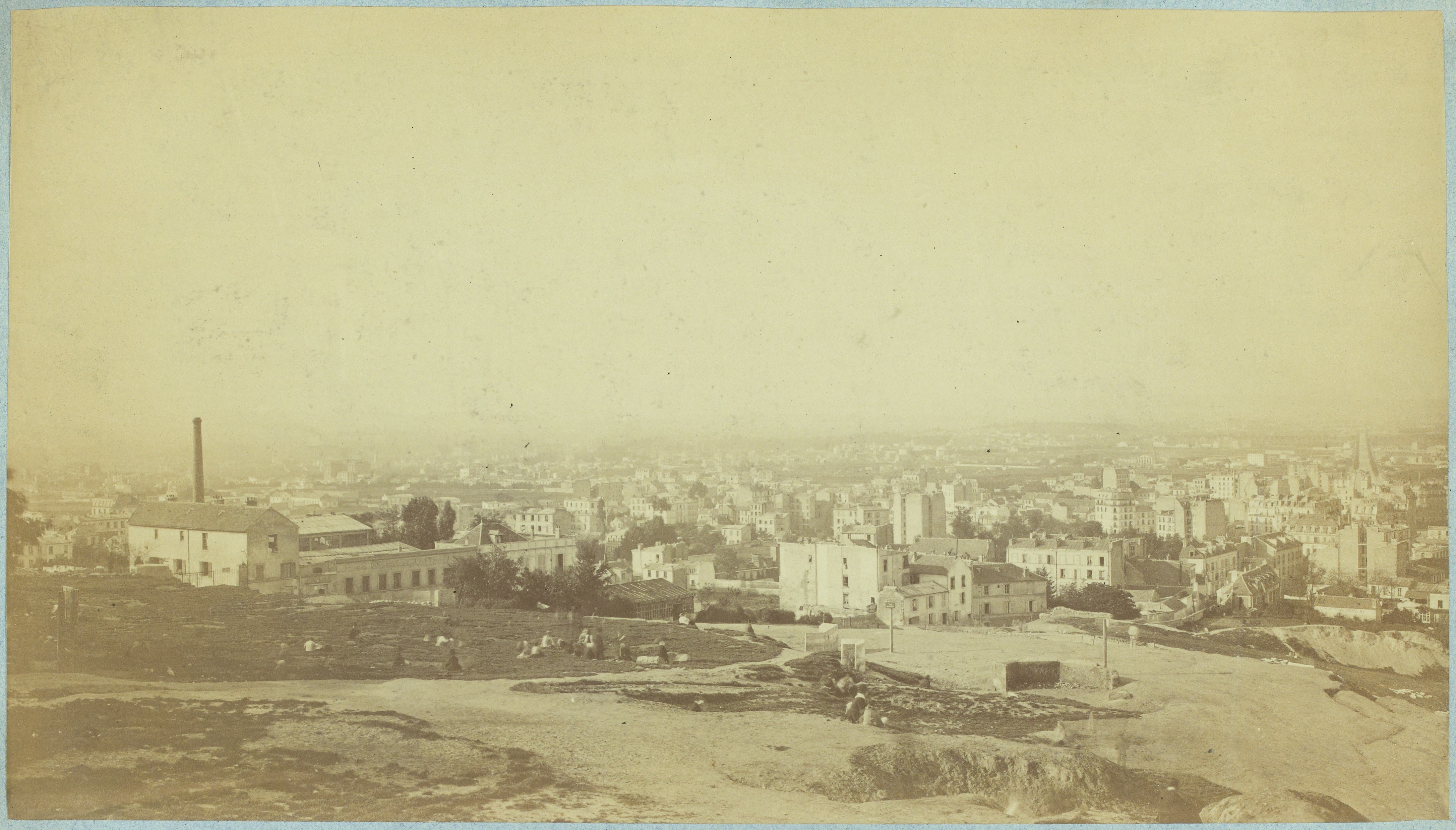
Vue de Paris prise de Montmartre, vers 1871, tirage sur papier albuminé, Musée Carnavalet.
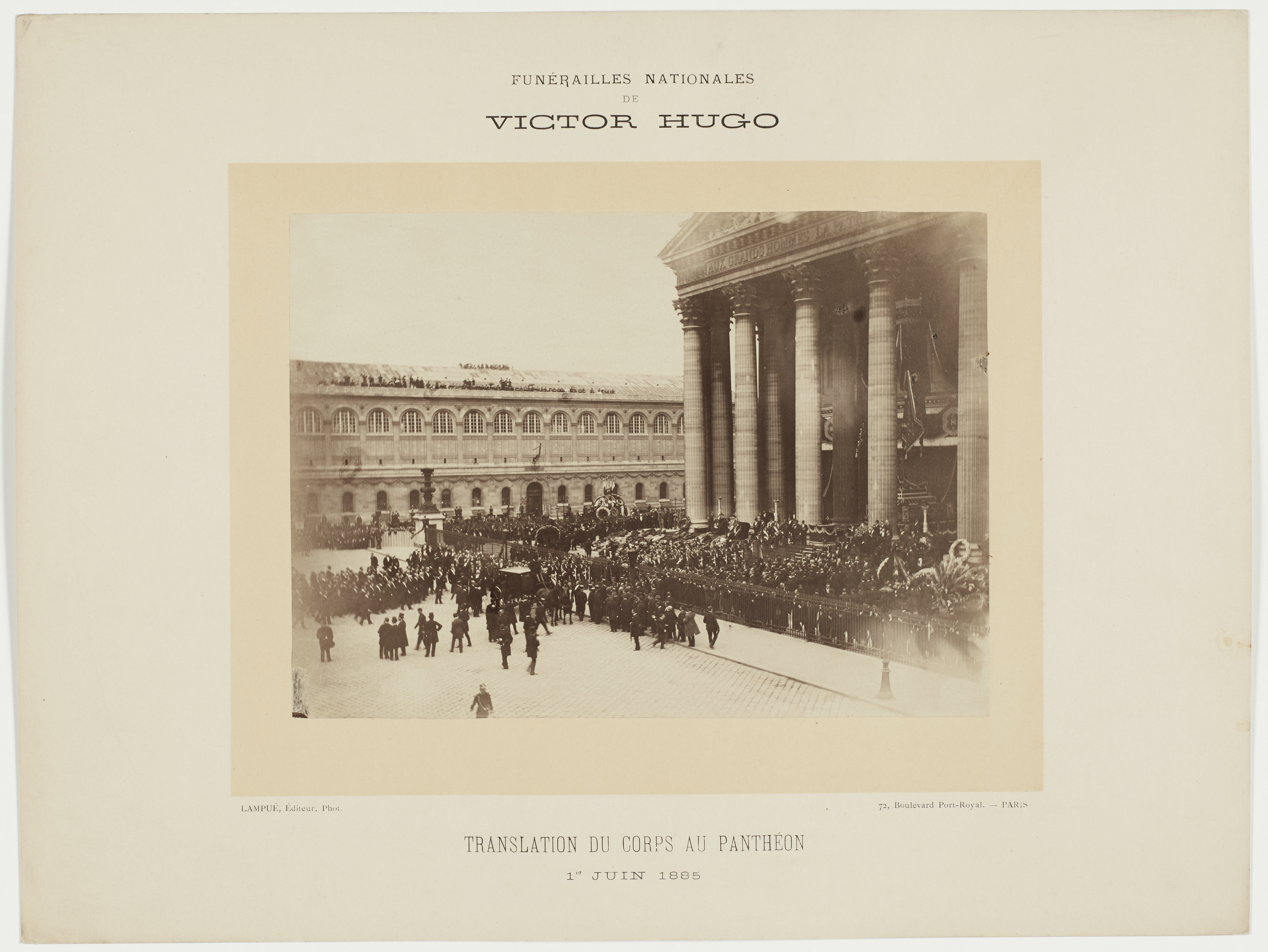
Funérailles de Victor Hugo. Arrivée du corbillard devant la colonnade du Panthéon, 1er juin 1885, tirage sur papier albuminé[17].
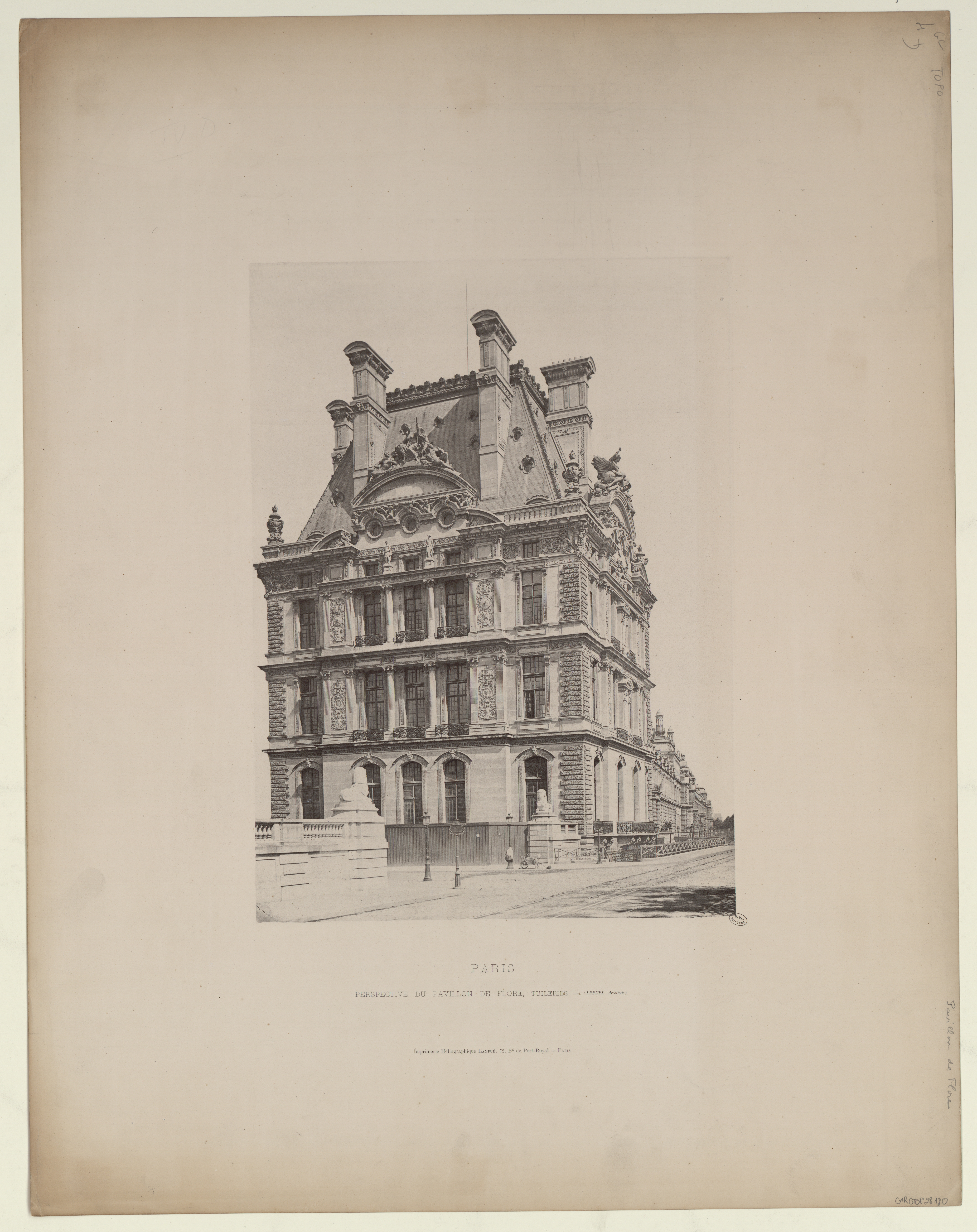
Pavillon de Flore au Louvre, héliogravure, Musée Carnavalet.
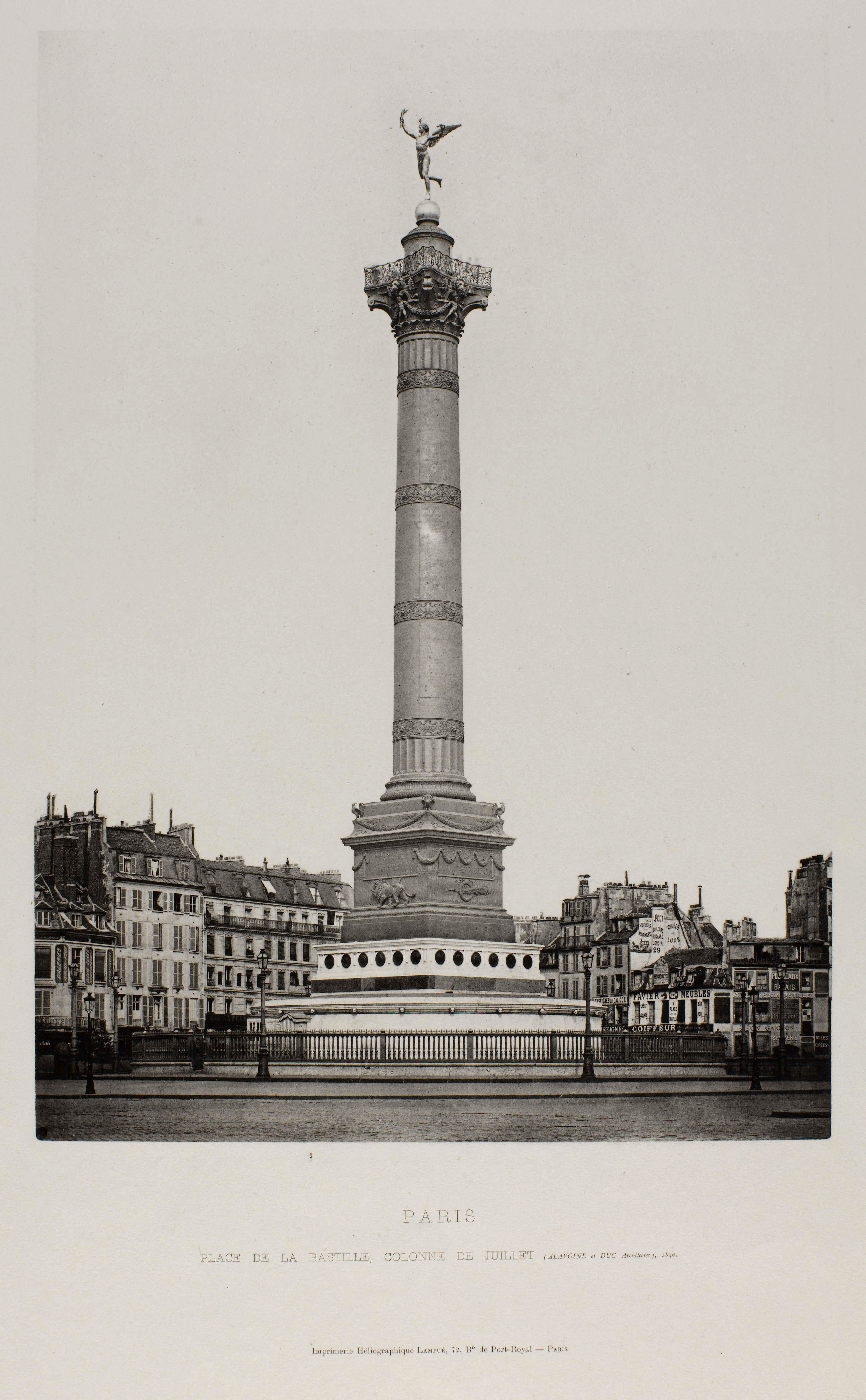
Colonne de Juillet à Paris, place de la Bastille.
Nature morte avec des fragments de sculpture et d'architecture, tirage sur papier albuminé, 1868[18].